# Lemon Tree (film)
Lemon Tree (עץ לימון / شجرة الليمون) is een Israëlische film uit 2008 van de regisseur Eran Riklis. De film ging in première bij het Filmfestival van Berlijn, waar hij de publieksprijs won. Hoofdrolspeelster Hiam Abbass won voor haar rol in deze film de Israëlische nationale filmprijs: de Ophir.

## Verhaal
Het verhaal vertelt een conflict tussen een weduwe en haar nieuwe buurman. De kansen zijn ongelijk, want de weduwe is een Palestijnse en de buurman is de nieuwe Israëlische minister van Defensie. De inzet is de citroenboomgaard van Salma, de weduwe. De minister is bang dat terroristen zich tussen de bomen zullen opstellen om een aanslag op hem te plegen. Hij laat rond de boomgaard daarom een hek neerzetten, met een bewakingstoren. De boomgaard wordt daarop onteigend. Salma zoekt hulp bij de Palestijnse gemeenschap, maar vindt weinig gehoor. Een jonge advocaat, Ziad Daud, besluit haar dan te helpen. Haar tegenstanders nemen haar aanvankelijk niet serieus, want niemand verwacht dat een Palestijnse weduwe met een citroenboomgaard veel kan inbrengen tegen een Israëlische minister. Tussen Salma en haar advocaat ontwikkelt zich een voorzichtige liefde. De echtgenote van de minister intussen heeft bewondering voor de strijdlust van de weduwe. Het huwelijk van de minister, die het hek liet vervangen door een muur, strandt daardoor. De oplossing wordt gevonden in een compromis: een deel van de fruitbomen moeten laag worden teruggesnoeid. Het conflict kent uitsluitend verliezers. De minister blijft achter in een woning die uitkijkt op een muur, waaruit zijn echtgenote is vertrokken. Salma heeft een waardeloze, want te ver gesnoeide, boomgaard. De advocaat blijkt zich met een jonge vrouw te hebben verloofd, leest ze in de krant.

## Rolverdeling
| Acteur             | Personage    | Opmerkingen           |
| ------------------ | ------------ | --------------------- |
| Hiam Abbass        | Salma Zidane | weduwe                |
| Doron Tavory       | Navon        | minister van defensie |
| Ali Suliman        | Ziad Daud    | advocaat              |
| Rona Lipaz-Michael | Mira         | vrouw van de minister |

## Achtergrond
De film wordt gezien als een voorbeeld van de mogelijkheden die ontstonden doordat Israël in 2001 een filmwet instelde. Filmmakers kregen daardoor meer vrijheid en een groter budget. Riklis heeft met Lemon Tree een relevant verhaal willen vertellen, op een voor een breed publiek toegankelijke manier. Het verhaal is een parabel voor het Israëlisch-Palestijns conflict. Riklis toont het wederzijdse wantrouwen op microniveau.
In The Syrian Bride uit 2004 had Riklis al eerder met Hiam Abbass gewerkt. Het verhaal van Lemon Tree schreef hij met de bedoeling haar opnieuw een hoofdrol te laten spelen.
Een groot deel van de film werd opgenomen op de Westelijke Jordaanoever.

## Prijzen en nominaties
| jaar | prijs                                  | categorie     | uitslag   |
| ---- | -------------------------------------- | ------------- | --------- |
| 2008 | Ophir filmprijs)                       | Beste actrice | gewonnen  |
| 2008 | Publieksprijs Filmfestival van Berlijn | Beste film    | gewonnen  |
| 2008 | Europese filmprijs                     | Beste actrice | nominatie |